# سیارک ۴۱۵۴
سیارک ۴۱۵۴ (به انگلیسی: 4154 Rumsey، نامگذاری:1985NE) چهار هزار و صد و پنجاه و چهارمین سیارک کشف شده‌است که در ۱۰ ژوئیه ۱۹۸۵ کشف شد.
قدر مطلق سیارک برابر ۱۳٫۵۰ است.